# Comandi e basi della NATO
L'Organizzazione del Trattato dell'Atlantico del Nord (NATO) non ha un proprio esercito, ma vi è una serie di comandi e basi NATO in Europa e negli Stati Uniti che dipendono dalla sua struttura militare.
L'Allied Command Transformation (ACT), con sede a Norfolk (Virginia, USA), è responsabile per la formazione, la dottrina e la trasformazione. L'Allied Command Operations (ACO) con sede centrale a Mons (Belgio) presso il Comando supremo delle potenze alleate in Europa (Supreme Headquarters Allied Powers Europe, meglio conosciuto con l'acronimo SHAPE) coordina le forze NATO impiegate nelle diverse operazioni dell'Alleanza, nonché gli enti territoriali dislocati in Europa. Fanno parte della struttura militare dislocata nel territorio europeo: la NATO Response Force (NRF), che include, tra gli altri, anche la brigata di terra multinazionale Very High Readiness Joint Task Force (VJTF); la NATO Rapid Deployable Corps – Italy (NRDC-ITA); le basi operative avanzate della NATO che prendono il nome di Forward Operating Base (FOB).

## Allied Command Transformation
L'ACT ha alle sue dipendenze:
| Nome reparto                                      | Sede         | Missione |
| ------------------------------------------------- | ------------ | -------- |
| Joint Warfare Centre (JWC)                        | Stavanger    |          |
| Joint Force Training Centre (JFTC)                | Bydgoszcz    |          |
| Joint Analysis & Lessons Learned Centre (JALLC)   | Lisbona      |          |
| NATO Defense College (NDC)                        | Roma         |          |
| NATO School (NS)                                  | Oberammergau |          |
| NATO Communications and Information (NCI) Academy | Oeiras       |          |

## Allied Command Operations
L'Allied Command Operations ha il suo comando presso SHAPE a Mons in Belgio sotto il comando del SACEUR anche a capo del comando unificato delle forze americane in Europa (USEUCOM).
I principali comandi intermedi dell'ACO sono i due Joint Force Command (JFC) di Brunssum nei Paesi Bassi, responsabile per il Nord Europa ed il JFC di Napoli, responsabile dell'area meridionale. Dal JFC di Napoli dipendono inoltre gli HQ NATO presso Sarajevo, Skopje e Tirana.
Riepilogando, la struttura dell'Allied Command Operation è:
- Allied Joint Force Command Brunssum  (JFC Brunssum) Brunssum
- Allied Joint Force Command Naples (JFC Naples) Napoli

A seguito della ristrutturazione messa in atto negli anni 2012 e 2013 mirata a ridurre gli enti responsabili delle forze terrestri, navali e aeree, sono stati fusi sei precedenti comandi in tre. In passato, infatti, ognuno dei due JFC aveva alle dipendenze tre comandi, e più precisamente: dal JFC di Brunssum nei Paesi Bassi dipendevano un Combined Command-Land ad Heidelberg in Germania per le forze terrestri, un Combined Command-Maritime a Northwood nel Regno Unito per le forze navali e un Combined Command-Air a Ramstein in Germania per le forze aeree. Similmente, dal JFC di Napoli dipendevano un Combined Command-Land a Madrid in Spagna, un Combined Command-Maritime a Napoli e un Combined Command-Air a Smirne in Turchia. Le strutture sono state fuse e attualmente la struttura di comando è articolata in tre enti:
- Allied Land Command (LANDCOM) Smirne  per le forze terrestri
- Allied Maritime Command (MARCOM) Northwood  per le forze navali
- Allied Air Command (AIRCOM) Ramstein  per le forze aeree

## Agenzie
Una grande riorganizzazione delle agenzie NATO è stata decisa nell'incontro dei ministri della difesa dei 28 Stati membri dell'Alleanza Atlantica in data 8 giugno 2011. Le precedenti 43 agenzie sono state riorganizzate e riunite nelle seguenti 4:
- La NATO Support Agency con sede a Capellen, Lussemburgo
- La NATO Communications and Information Agency con sede a Bruxelles, Belgio
- La NATO Science and Technology (S&T) Organization composta da CSO (Collaboration Support Office, ex RTA) e CMRE (Centre for Maritime Research and Experimentation, ex NURC)
- La NATO Standardization Agency con sede a Bruxelles, Belgio

## Rapidly Deployable Corps
L'obiettivo primario della NATO era dotarsi di un congruo ed adeguato quantitativo di assetti militari da dispiegare in un periodo di tempo più breve possibile. Sulla base di tali necessità sono sorti nel tempo otto RDC con tre diversi livelli di prontezza.
| Reparto                                   | Sede                | Partecipanti |
| ----------------------------------------- | ------------------- | --- |
| Allied Rapid Reaction Corps               | Innsworth           | Canada, Rep. Ceca, Danimarca, Francia, Grecia, Germania, Italia, Norvegia, Portogallo, Polonia, Spagna, Paesi Bassi, Turchia, Regno Unito, Stati Uniti |
| Eurocorps                                 | Strasburgo          | Belgio, Francia, Germania, Italia, Lussemburgo, Polonia, Spagna                                                                                        |
| Multinational Corps Northeast             | Stettino            | Rep. Ceca, Danimarca, Estonia, Germania, Lettonia, Lituania, Polonia, Romania, Slovenia, Slovacchia, Stati Uniti                                       |
| NRDC-ITA                                  | Solbiate Olona (VA) | Italia, Bulgaria, Francia, Germania, Grecia, Ungheria, Paesi Bassi, Portogallo, Polonia, Romania, Slovenia, Spagna, Turchia, Regno Unito, Stati Uniti  |
| NRDC-TUR                                  | Istanbul            | . |
| Rapid Deployable German-Netherlands Corps | Münster             | Germania, Paesi Bassi |
| Rapid Deployable Spanish Corps HQ         | Valencia            | . |
| NATO Rapid Deployable Corps - Greece      | Salonicco           | . |

## Forward Operating Base
Le FOB (Forward Operating Base) sono basi militari, con posizione militare avanzata, utilizzate per supportare operazioni tattiche della NATO.
- Aeroporto di Trapani-Birgi (Italia)
- Aviano AFB (Italia)
- FOB Geilenkirchen (Germania)

## Forze navali
- Forza navale di risposta rapida
  - Standing NATO Maritime Group 1 (Oceano Atlantico)
  - Standing NATO Maritime Group 2 (Mar Mediterraneo)
- Forza di stazionamento contromisure mine
  - Standing NATO Response Force Mine Countermeasures Group 1 (Oceano Atlantico)
  - Standing NATO Response Force Mine Countermeasures Group 2 (Mar Mediterraneo)